# 織田小覚
織田 小覚（おだ しょうかく、安政5年5月3日（1858年6月13日） - 昭和11年（1936年）10月6日）は、戦前日本の官僚、蔵書家。初名は小太郎。字は斌叔。号は確斎、古仏、帯秋草盧。金沢出身。司法省、内務省勤務を経て、前田侯爵家学事顧問、無窮会調査主任。

## 生涯

### 学生時代
1872年（明治5年）、小橋小学校（金沢市立馬場小学校）に入学し、習字算盤、『国史略』、『十八史略』、四書五経の素読を学んだ。1873年（明治6年）、変則中学に進み、入学者100名の成績上位10人程が属する甲類に入り、従来の学問に加え、洋算、英語を学んだ。成績優秀者は年俸25円で小学校教師に採用されたため、小覚も寄宿舎から小学校へ通った。
1874年（明治7年）、変則中学校が英語専門と法律産業専門に分かれたため、法律産業専門学校に入学し、箕作麟祥のフランス法翻訳書を学んだ。専門学校では小学校教員を兼務できなかったため、月1円50銭の官費が支給された。
1876年（明治9年）、司法省が法学校を設立すると、加藤恒により前田孝階、清水一郎、河村善益、桜井一久、池部惇、福島某等と共に送り出された。入学試験では『論語』を漢文で論じた。
1882年（明治15年）5月父が死去し、7月15日に当主となった。

### 官僚時代
1883年（明治16年）、病気のため法学校を中退し、裁判所書記として大阪に赴任した。1886年（明治19年）内務省に転属されたが、この頃より病状が悪化し、3日に1日しか出勤できない状態が続き、文部大臣井上毅に次官の誘いを受けたが、病気のため辞退した。四分の一を病床で過ごしながら、岡崎桂一郎の治療を受け、1898年（明治31年）頃に好転に向かった。継いで、その頃医科大学を卒業した二木謙三が自宅に仮寓して治療を行った。
1889年（明治22年）より3年間、毎週北条時敬方で平沼騏一郎とともに『弘道館記述義』の輪講を指導した。1892年（明治25年）光風霽月舎を開き、永山近彰を招いて漢学を講義した。

### 前田家時代
1900年（明治33年）、旧金沢藩前田侯爵家前田朗子より、嫡子前田利為の教育輔導を任せられた。1909年（明治42年）6月25日、嘉仁親王行啓のため蔵品陳列を監督し、1910年（明治43年）1月16日、行幸行啓の準備委員を務めた、
1913年（大正2年）2月8日、胃潰瘍を発症した。
1915年（大正4年）4月、平沼騏一郎等と隣地に無窮会を立ち上げ、調査主任に就任した。また、前田家が編纂した『皇華随班録』、『淳正公家伝』、『天徳夫人小伝』の校閲に当たった。1934年（昭和9年）10月28日脳溢血を発し、半身不随となった。1936年（昭和11年）10月6日午前6時30分死去、谷中天眼寺に葬られた。法号は黙照院徹心確斎居士。蔵書は1937年（昭和12年）定吉を通じて無窮会に寄贈された。

## 経歴
学歴
- 1872年（明治5年） - 小橋小学校（金沢市立馬場小学校）入学[3]
- 1873年（明治6年） - 石川県変則中学校入学[3]
- 1874年（明治7年） - 石川県変則専門学校入学[3]
- 1876年（明治9年）7月29日 - 司法省法学校入学[3]
- 1883年（明治16年）4月12日 - 法学生徒差免[3]

司法省
- 1883年（明治16年）4月24日 - 裁判所書記、大阪控訴裁判所（大阪高等裁判所）詰[3]
- 1884年（明治17年）2月21日 - 司法五等属、第一局詰[3]
- 1884年（明治17年）8月1日 - 記録局詰[3]
- 1886年（明治19年）1月20日 - 翻訳課詰[3]
- 1886年（明治19年）3月8日 - 司法属[3]
- 1886年（明治19年）3月9日 - 総務局文書課詰[3]

内務省
- 1886年（明治19年）4月19日 - 内務属、地理局（国土地理院）地籍課員[3]
- 1886年（明治19年）5月12日 - 判任官四等[3]
- 1890年（明治23年）3月24日 - 判任官三等[6]
- 1895年（明治28年）12月25日 - 二級俸[6]
- 1896年（明治29年）5月27日 - 地理局地理課長[6]
- 1896年（明治29年）8月3日 - 東京市区改正委員会書記[6]
- 1898年（明治31年）3月7日 - 一級俸[6]
- 1898年（明治31年）11月1日 - 大臣官房庶務課兼務[6]
- 1900年（明治33年）10月2日 - 依願退本官[6]

前田家
- 1900年（明治33年）10月6日 - 教育輔導[6]
- 1901年（明治34年）6月13日 - 図書及什器事務監督[6]
- 1905年（明治38年）5月20日 - 教育輔導辞任[6]
- 1905年（明治38年）6月5日 - 学事顧問[6]
- 1919年（大正8年）3月11日 - 図書館並に家宝館建設委員[6]
- 1923年（大正12年）8月18日 - 什器図書整理委員[6]

## 住所
出生地は加賀国石川郡金沢城下彦三一番丁。後に石川県金沢市上安藤町11番地、三所町44番地
1876年（明治9年）東京に出て、法学校近くの呉服橋西畔に僑居した。明治16年の住所は、日本橋区呉服町8番地岡政次郎方。
1890年（明治23年）1月12日、牛込区若宮町の自宅が焼失した。
1897年（明治30年）6月22日、本籍を金沢市中石引町33番地（石引二丁目）に移し、8月21日、下石引町39番地2に移す。1912年（明治45年）2月1日、東京府豊多摩郡大久保村大字西久保429番地（新宿区歌舞伎町一丁目）に本籍を移した。

## 人物
読書は特に漢書のほか、小説を好んだ。謡曲も趣味で、矢田太郎、寺尾規矩郎、巳野喜松を学び、三須錦吾の相手に呼ばれるほどの腕前となった。また、円覚寺今北洪川の鉗鎚を受けた。
健康のため、毎日冷水摩擦、徒歩運動を欠かさず行い、大正2年の胃潰瘍発症後は食事を飯七分、菜三分とし、肉、酒、牛乳を口にしなかった。
早川千吉郎、北条時敬、土岐僙、鈴木馬左也、河村善益、平沼騏一郎、秋月左都夫、永山近彰等と親交があった。

## 親族
- 父：織田忠 - 1882年（明治15年）5月22日没[3]。
- 母：りう - 1869年（明治2年5月27日）没[3]。
- 継母 - 1873年（明治6年）2月18日女児を死産し死去[3]。
  - 異母弟：鉄雄 - 1872年（明治5年）11月22日生[3]、1890年（明治23年）8月7日医科大学病院にて死去[6]。
- 養子：北条恭次郎 - 1912年（明治45年）3月5日縁組、1920年（大正9年）12月28日除籍[6]。
- 養女：岡田トシ - 1925年（大正14年）5月23日縁組、10月25日死去[6]。
- 養女：二木ミチ - 1926年（昭和元年）6月14日縁組[6]。
- 養子：増田定吉 - 1931年（昭和6年）12月16日縁組[1]。
  - 孫：正太郎 - 1933年（昭和8年）7月27日生[1]。
  - 孫：貞子 - 1934年（昭和9年）8月30日生[1]。